# Michael Crichton
John Michael Crichton, M.D. (pronunție, [ˈkraɪtən]) , (n. 23 octombrie 1942, Chicago, Illinois, SUA – d. 4 noiembrie 2008, Los Angeles, California, SUA) a fost un autor, medic, producător de film, regizor de film și televiziune, romancier și scriitor de literatură science fiction și horror american. Cărțile sale s-au vândut în peste 150 milioane de exemplare în lumea întreagă. În lucrările sale, bazate în general pe acțiune, se fac referiri masive la tehnologie, medicină și știință. Multe din romanele sale alunecă din prezent spre un viitor apropiat având numeroase conotații medicale și științifice, imaginând situații foarte probabile, generate de posibilitățile reale tehnologice și științifice ale momentului, respectiv avertizând de posibilele consecințe ale alunecării necontrolate într-o direcție sau alta.
Michael Crichton este autorul următoarelor romane, toate devenite best-seller-uri, The Andromeda Strain, Congo, Disclosure, Rising Sun, Timeline, State of Fear, Prey, and Next. În calitate de realizator de televiziune, Crichton a fost creatorul seriilor dedicate medicinei, devenite foarte populare în Statele Unite, ER, dar faima și-a dobândit-o ca autor al romanelor Jurassic Park și al continuării acestuia The Lost World, ambele ecranizate în filme, care au creat venituri substanțiale, respectiv au dus la realizarea unei intreprinderi de tip franchise. Ultima sa carte publicată a fost romanul Next (Următorul). Următorul proiect, pregătit pentru 2009, a rămas neterminat - Michael Crichton a fost învins de cancer în noiembrie 2008, la vârsta de 66 de ani.

## Biografie
Crichton s-a născut în Chicago  Illinois, fiul lui John Henderson Crichton și al Zula Miller Crichton, fiind crescut în Long Island și în Roslyn, ambele localități din statul New York. Michael Crichton era unul din cei patru copii, ceilalți fiind două surori, Kimberly și Catherine, respectiv un frate mai tânăr, Douglas.

## Tehnici literare și filme

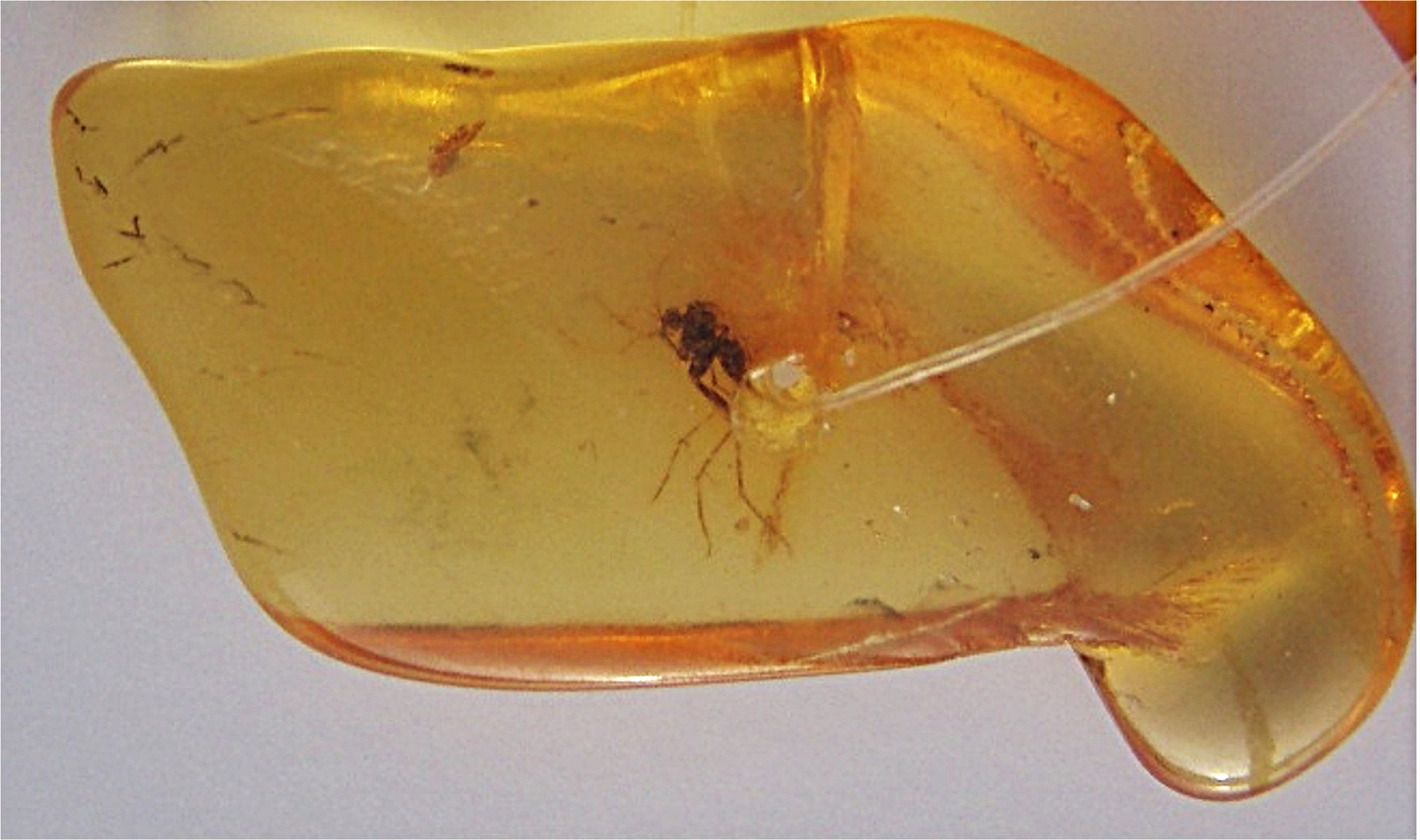
Un ţânţar prins în chihlimbar- sursă de ADN preistoric în Jurassic Park

### Ficțiune
| An   | Titlu                   | Note                                                           |
| ---- | ----------------------- | -------------------------------------------------------------- |
| 1966 | Odds On                 | ca John Lange                                                  |
| 1967 | Scratch One             | ca John Lange                                                  |
| 1968 | Easy Go                 | ca John Lange                                                  |
| 1968 | A Case of Need          | ca Jeffery Hudson (re-editată ca Michael Crichton în 1993)     |
| 1969 | The Andromeda Strain    |                                                                |
| 1969 | The Venom Business      | ca John Lange                                                  |
| 1969 | Zero Cool               | ca John Lange                                                  |
| 1970 | Grave Descend           | ca John Lange                                                  |
| 1970 | Drug of Choice          | ca John Lange                                                  |
| 1970 | Dealing                 | ca Michael Douglas (împreună cu fratele său, Douglas Crichton) |
| 1972 | The Terminal Man        |                                                                |
| 1972 | Binary                  | ca John Lange                                                  |
| 1975 | The Great Train Robbery |                                                                |
| 1976 | Eaters of the Dead      |                                                                |
| 1980 | Congo                   |                                                                |
| 1987 | Sphere                  |                                                                |
| 1990 | Jurassic Park           |                                                                |
| 1992 | Rising Sun              |                                                                |
| 1994 | Disclosure              |                                                                |
| 1995 | The Lost World          |                                                                |
| 1996 | Airframe                |                                                                |
| 1999 | Timeline                |                                                                |
| 2002 | Prey                    |                                                                |
| 2004 | State of Fear           |                                                                |
| 2006 | Next                    |                                                                |
| 2009 | Pirate Latitudes        | publicat postum                                                |
| 2011 | Micro                   | publicat postum (neterminat)                                   |

### Cărți de non-ficțiune
| An   | Titlu           |
| ---- | --------------- |
| 1970 | Five Patients   |
| 1977 | Jasper Johns    |
| 1983 | Electronic Life |
| 1988 | Travels         |

### Filme și televiziune
Michael Crichton este autorul mai multor filme, colaborând ca scenarist, producător și editor.
| An   | Titlu                         | Note                        |
| ---- | ----------------------------- | --------------------------- |
| 1972 | Pursuit                       | Autor - Film de televiziune |
| 1973 | Westworld                     | Scenarist / Regizor         |
| 1978 | Coma                          |                             |
| 1979 | The First Great Train Robbery | Scenarist / Regizor         |
| 1981 | Looker                        |                             |
| 1984 | Runaway                       |                             |
| 1989 | Physical Evidence             |                             |
| 1993 | Jurassic Park                 | Co-scenarist                |
| 1994 | ER                            | Producător executiv         |
| 1996 | Twister                       | Co-scenarist                |

Pursuit este un film de televiziune, scenariul și regia Michael Crichton, bazat pe romanul Binary pe care autorul l-a publicat în 1972 sub pseudonimul John Lange.
Westworld a fost primul film care a utilizat imagini bidimensionale (2D) utilizând imagini generate de un computer (tehnică cunoscută sub acronimul CGI).  Filmul continuare, Futureworld (din 1976), a fost primul film care a folosit imagini tridimensionale (3D) care a utilizat imagini generate de un computer, respectiv o față 3D realizată de studenții Edwin Catmull și Fred Parke ai University of Utah.
Crichton a regizat și filmul Coma, adaptat după o nuvelă de Robin Cook.  Există multe similarități între scrierile lui Cook și Crichton, ambii erau doctori, fiind de vârste similare și scriind despre subiecte similare.
Multe din romanele sale au fost adaptate în filme.
| An   | Titlu                                                         | Realizator / Regizor |
| ---- | ------------------------------------------------------------- | -------------------- |
| 1971 | The Andromeda Strain                                          | Robert Wise          |
| 1972 | Dealing: Or the Berkeley-to-Boston Forty-Brick Lost-Bag Blues | Paul Williams        |
| 1972 | The Carey Treatment (A Case of Need)                          | Blake Edwards        |
| 1974 | The Terminal Man                                              | Mike Hodges          |
| 1993 | Jurassic Park                                                 | Steven Spielberg     |
| 1993 | Rising Sun                                                    | Philip Kaufman       |
| 1994 | Disclosure                                                    | Barry Levinson       |
| 1995 | Congo                                                         | Frank Marshall       |
| 1997 | The Lost World: Jurassic Park                                 | Steven Spielberg     |
| 1998 | Sphere                                                        | Barry Levinson       |
| 1999 | The 13th Warrior (Eaters of the Dead)                         | John McTiernan       |
| 2003 | Timeline                                                      | Richard Donner       |
| 2008 | The Andromeda Strain (TV miniseries)                          | Mikael Salomon       |

## Premii și distincții
- 1969 - Mystery Writers of America's Edgar Allan Poe Award pentru cel mai bun roman - A Case of Need, publicat sub pseudonimul Jeffery Hudson
- 1970 - Association of American Medical Writers Award, pentru romanul Five Patients
- 1980 - Mystery Writers of America's Edgar Allan Poe Award pentru Cel mai bun scenariu (în engleză, Best Motion Picture Screenplay), scenariul filmului The Great Train Robbery
- 1994 - Premiul George Foster Peabody pentru serialul ER
- 1995 - Premiul Writers Guild of America pentru cel mai bun scenariu de televiziune
- 1996 - Premiul Primetime Emmy pentru cel mai remarcabil serial (Outstanding Drama Series) - ER
- 2006 - The American Association of Petroleum Geologists Journalism Award pentru romanul State of Fear
- Un dinosaur, Crichtonsaurus bohlini, a fost numit după Michael Crichton în onoarea romanului și filmului Jurassic Park. [12]
- Michael Crichton a fost numit pe lista Cincizeci cei mai frumoși oameni (în original "Fifty Most Beautiful People") de către revista People, 1992

## Cuvântări

### „Ecologismul ca religie”
Aceasta nu a fost prima cuvântare despre ecologism ca religie, dar a prins și a fost citată pe scară largă. Crichton își explică punctul de vedere conform căruia abordările religioase ale mediului sunt inadecvate și provoacă daune lumii naturale pe care intenționează să o protejeze. Discursul a fost ținut la Clubul Commonwealth din San Francisco, California, pe 15 septembrie 2003.